# Brome-Missisquoi
Brome-Missisquoi (AFI: [bʀommisiskwa]) es un municipio regional de condado (MRC) de la provincia de Quebec en Canadá. Está ubicado en la región de  Estrie. La sede y ciudad más grande del MRC es Cowansville.

## Geografía

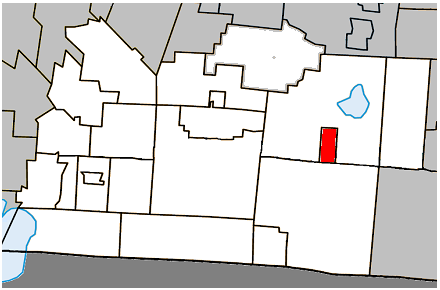
Localización de Brome-Missisquoi, en rojo Brome

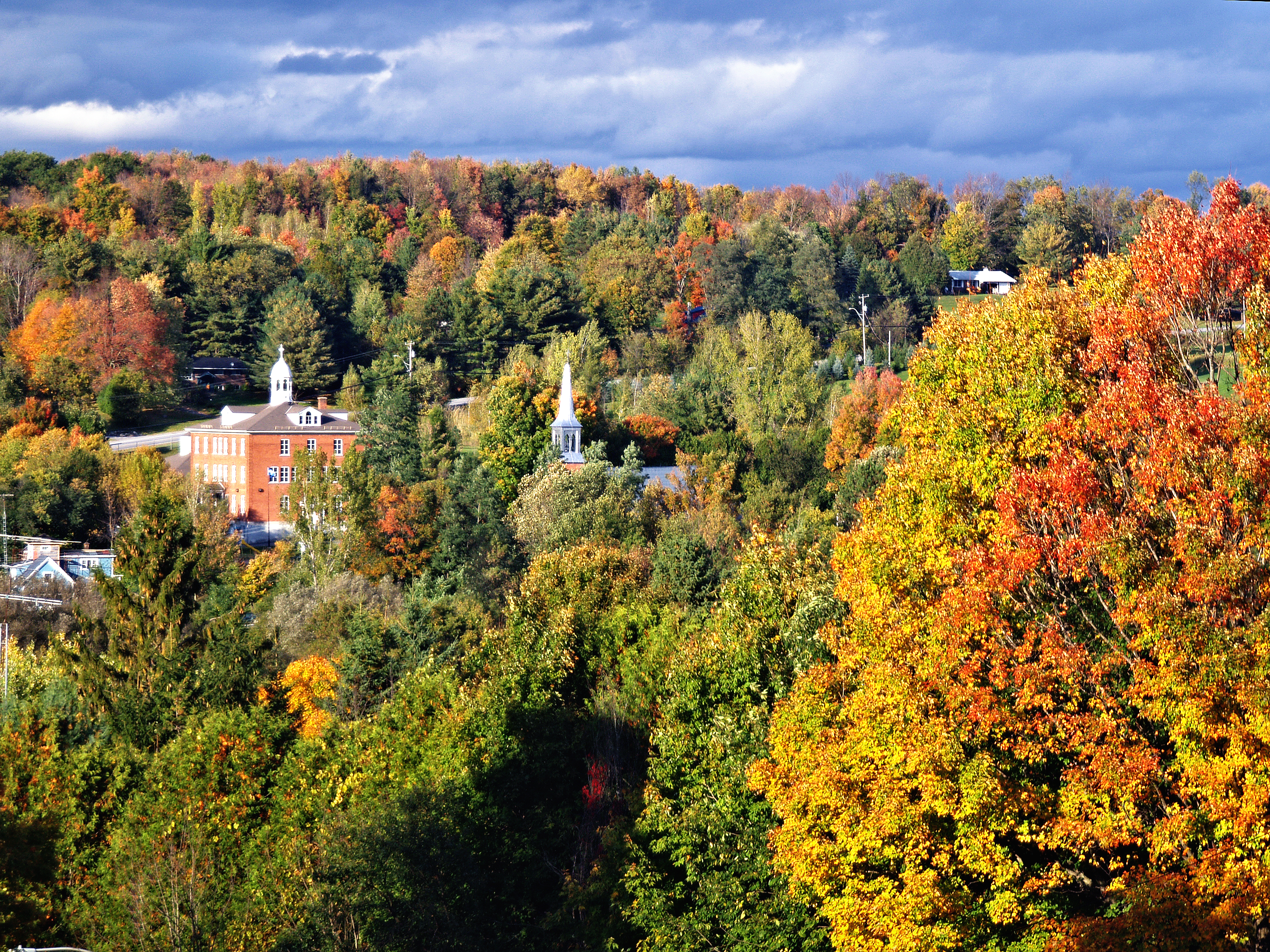
Otoño en Frelighsburg

Brome-Missisquoi está limítrofe de la frontera estadounidense con el estado de Vermont así como la región de Estrie. Se encuentra entre los MRC de Rouville y de La Haute-Yamaska al norte, de Memphrémagog al este, los condados de Orleans y de Franklin al sur, y finalmente el MRC de Le Haut-Richelieu al oeste. Está localizado en el encuentro del alto valle de Richelieu, des bajas tierras de los Apalaches y del estabon de la Estrie. Los majores estanques son la bahía Missisquoi en el lago Champlain así como el lago Brome.

## Historia

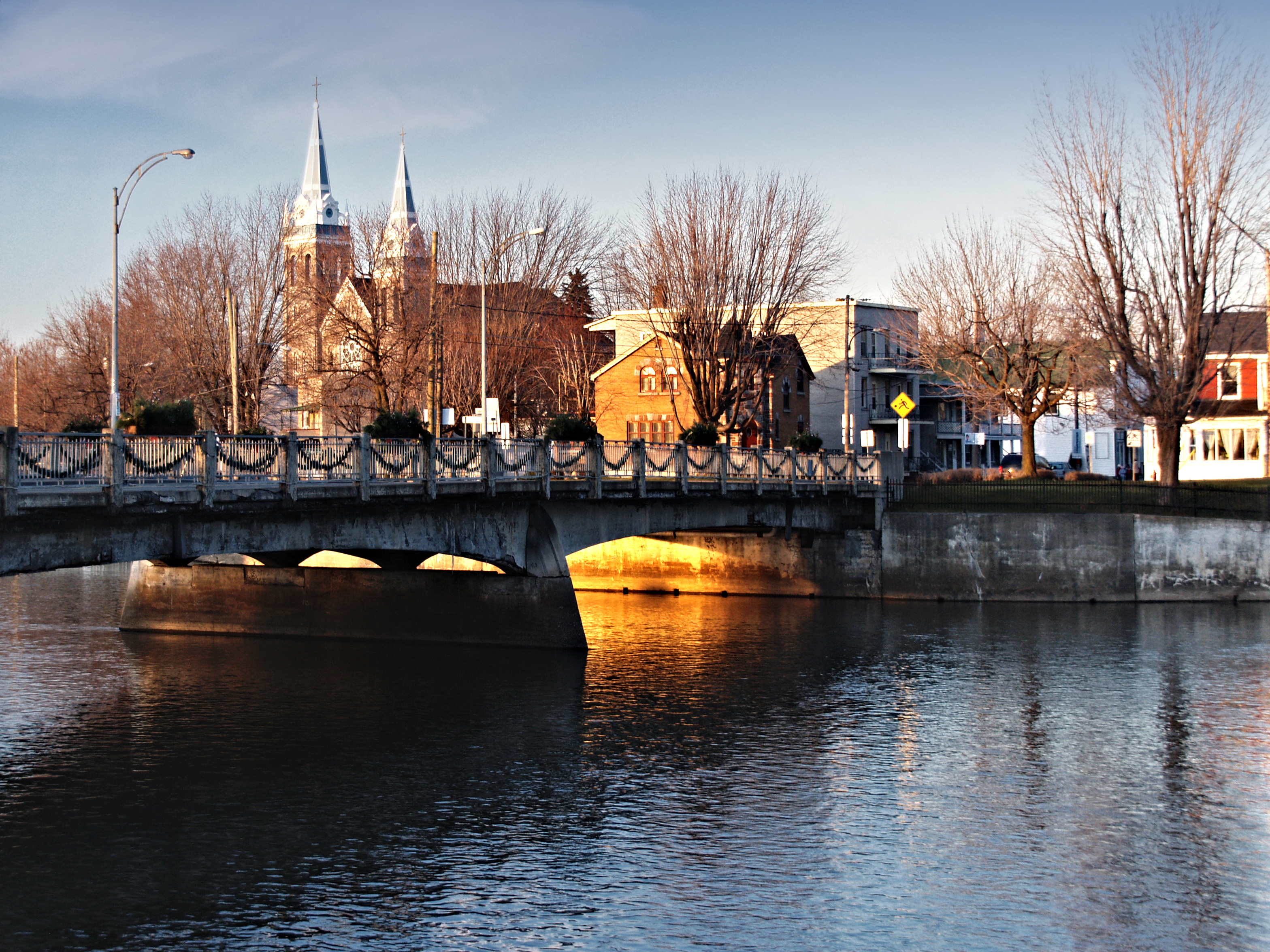
Farnham

El MRC de Brome-Missisquoi fue creado en enero de 1983 para suceder a los antiguos condados de Brome y de Missisquoi.

## Política
El MRC hace parte de la circunscripción electoral de Brome-Missisquoi a nivel provincial y de Brome-Missiquoi a nivel federal también.

## Población
Según el Censo de Canadá de 2011, había 55 621 personas residiendo en este MRC con una densidad de población de 33,7 hab./km². El aumento de población fue de 5,4 % entre 2006 y 2011.

## Comunidades locales
Hay 21 municipios en el MRC.
| Código | Nombre                     | Tipo      | Fecha de constitución | Sup. total (km²) | Sup. agua (km²) | Sup. tierra (km²) | Población 2015 | Gentilicio (en francés) | Densidad (hab./km²) | DT  | Número de concejales | CEP              | CEF              |
| ------ | -------------------------- | --------- | --------------------- | ---------------- | --------------- | ----------------- | -------------- | ----------------------- | ------------------- | --- | -------------------- | ---------------- | ---------------- |
| 46005  | Abercorn                   | Pueblo    | 25.06.1929            | 26,92            | 0,17            | 26,95             | 396            | Abercornien, ne*        | 14,8                | S   | 6                    | Brome-Missisquoi | Brome-Missisquoi |
| 46010  | Frelighsburg               | Municipio | 28.09.1985            | 124,04           | 0,58            | 123,46            | 1084           | Frelighsbourgeois, e*   | 8,8                 | S   | 6                    | Brome-Missisquoi | Brome-Missisquoi |
| 46017  | Saint-Armand               | Municipio | 03.02.1999            | 83,68            | 0,59            | 83,09             | 1250           | Armandois, e*           | 15,0                | S   | 6                    | Brome-Missisquoi | Brome-Missisquoi |
| 46025  | Pike River                 | Municipio | 03.04.1912            | 41,61            | 66              | 40,95             | 511            | Pikeriverain, e*        | 12,5                | S   | 6                    | Brome-Missisquoi | Brome-Missisquoi |
| 46030  | Stanbridge Station         | Municipio | 21.03.1889            | 18,13            | 0,06            | 18,07             | 263            | Stanbridgeois, e⁰       | 14,6                | S   | 6                    | Brome-Missisquoi | Brome-Missisquoi |
| 46035  | Bedford                    | Ciudad    | 21.11.1866            | 4,42             | 0,15            | 4,27              | 2572           | Bedfordois, e*          | 602,3               | S   | 6                    | Brome-Missisquoi | Brome-Missisquoi |
| 46040  | Bedford                    | Cantón    | 04.03.1919            | 32,17            | 0,22            | 31,95             | 669            | -                       | 20,9                | S   | 6                    | Brome-Missisquoi | Brome-Missisquoi |
| 46045  | Stanbridge East            | Municipio | 01.07.1855            | 49,77            | 0,39            | 49,38             | 877            | Stanbridgeois, e⁰       | 17,8                | S   | 6                    | Brome-Missisquoi | Brome-Missisquoi |
| 46050  | Dunham                     | Ciudad    | 25.09.1971            | 195,47           | 1,78            | 193,69            | 3413           | Dunhamien, ne*          | 17,9                | S   | 6                    | Brome-Missisquoi | Brome-Missisquoi |
| 46058  | Sutton                     | Ciudad    | 04.07.2002            | 247,49           | 1,31            | 246,18            | 3981           | Suttonnais, e*          | 16,2                | S   | 6                    | Brome-Missisquoi | Brome-Missisquoi |
| 46065  | Bolton-Ouest               | Municipio | 28.12.1876            | 101,91           | 0,84            | 101,07            | 704            | .                       | 7,0                 | S   | 6                    | Brome-Missisquoi | Brome-Missisquoi |
| 46070  | Brome                      | Pueblo    | 20.06.1923            | 11,51            | 0,03            | 11,48             | 253            | -                       | 22,0                | S   | 6                    | Brome-Missisquoi | Brome-Missisquoi |
| 46075  | Lac-Brome                  | Ciudad    | 02.01.1971            | 222,89           | 16,09           | 206,80            | 5611           | Bromois, e*             | 27,1                | D   | 6                    | Brome-Missisquoi | Brome-Missisquoi |
| 46078  | Bromont                    | Ciudad    | 27.01.1973            | 115,74           | 1,55            | 114,19            | 8714           | Bromontois, e*          | 76,3                | D   | 6                    | Brome-Missisquoi | Brome-Missisquoi |
| 46080  | Cowansville                | Ciudad    | 01.01.1876            | 48,54            | 1,51            | 47,03             | 13 021         | Cowansvillois, e⁰       | 276,9               | D   | 6                    | Brome-Missisquoi | Brome-Missisquoi |
| 46085  | East Farnham               | Municipio | 27.08.1914            | 4,96             | 0,01            | 4,95              | 556            | Eastfarnhamien, ne*     | 114,3               | S   | 6                    | Brome-Missisquoi | Brome-Missisquoi |
| 46090  | Brigham                    | Municipio | 01.07.1855            | 88,11            | 1,08            | 87,03             | 2363           | Brighamois, e*          | 27,2                | S   | 6                    | Brome-Missisquoi | Brome-Missisquoi |
| 46095  | Saint-Ignace-de-Stanbridge | Municipio | 21.03.1889            | 69,57            | 0,03            | 69,54             | 663            | Ignaçois, e*            | 9,5                 | S   | 6                    | Brome-Missisquoi | Brome-Missisquoi |
| 46100  | Notre-Dame-de-Stanbridge   | Municipio | 21.03.1889            | 44,04            | 0,32            | 43,72             | 674            | Stanbridgeois, e*       | 15,4                | S   | 6                    | Brome-Missisquoi | Brome-Missisquoi |
| 46105  | Sainte-Sabine              | Municipio | 19.03.1921            | 55,25            | 0,02            | 55,23             | 1149           | Sabinois, e*            | 20,8                | S   | 6                    | Brome-Missisquoi | Brome-Missisquoi |
| 46112  | Farnham                    | Ciudad    | 08.03.2000            | 93,95            | 1,65            | 92,30             | 8739           | Farnhamien, ne*         | 94,7                | D   | 6                    | Brome-Missisquoi | Brome-Missisquoi |
| 460    | Brome-Missisquoi           | MRC       | 01.01.1983            | 1680,17          | 29,04           | 1651,13           | 57 473         | .                       | 34,8                | ... | ...                  | Brome-Missisquoi | Brome-Missisquoi |

DT división territorial, D distritos, S sin división; CEP circunscripción electoral provincial, CEF circunscripción electoral federal; * Oficial, ⁰ No oficial